# Amerizare

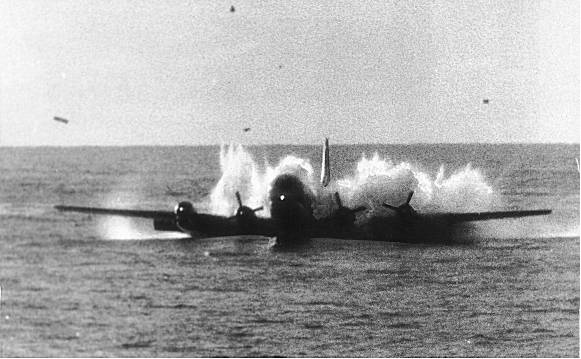
Amerizarea forţată a unui Boeing cu două motoare avariate

Amerizarea reprezintă manevra unui hidroavion, aflat în zbor, pentru revenirea acestuia la suprafața apei.
Se compune din următoarele operații: reducerea motorului (motoarelor) aparatului de zbor, redresarea din partea de coborâre până la reducerea vitezei de zbor corespunzătoare luării contactului cu suprafața apei în mod lin, oprirea hidroavionului și rulajul acestuia spre locul de acostare sau de parcare.
Amerizarea mai poate fi efectuată de parașutiști sau aeronave prevăzute cu flotoare (elicoptere, deltaplane etc.) și în mod forțat de orice aeronavă, când situația o pretinde.